# Slag bij Hulao
De Slag bij Hulao (Chinees: 虎牢之戰, Hǔ láo zhī zhàn) op 28 mei 621 was een beslissende overwinning voor Li Shimin, prins van de Tang-dynastie, waarmee hij twee voorname rivaliserende krijgsheren, Dou Jiande en Wang Shichong versloeg. De slag werd uitgevochten in de strategisch belangrijke Hulao bergpas, ten oosten van Luoyang.
In de aanloop tot de slag had Li Shimin Luoyang de zetel van Wang Shichong, die zichzelf tot keizer uitgeroepen had, belegerd. Wang had de hulp van Dou Jiande ingeroepen, die vanuit het oosten een poging tot ontzet deed. Doordat Dou Jiande onderweg vertraging opliep kon Li Shimin zijn leger opsplitsen. Hij liet zijn vader Li Yuan doorgaan met de belegering en nam de helft van het leger mee naar Hulao. Hoewel hij eerst directe conflicten vermeed, wachtte hij tot de troepen van Dou Jiande vermoeid waren en leidde toen een cavaleriecharge, waarna het Xia leger op de vlucht sloeg en Dou Jiande gevangengenomen werd. In de nasleep van het gevecht realiseerde Wang Shichong zich dat er geen uitweg voor hem was en gaf Luoyang over. Zowel Luoyang als het Xia-rijk werden ingelijfd bij het Tang-rijk. Dou Jiande werd terechtgesteld, met als gevolg dat enkele van zijn onderdanen onder leiding van Liu Heita in opstand kwamen tegen de Tang, alhoewel deze opstand onsuccesvol bleek.
De slag bij Hulao markeerde een definitief omslagpunt in het verdere verloop van de burgeroorlog na de val van de Sui-dynastie, en de uiteindelijke overwinning van de Tang was nu zo goed als zeker.

## Achtergrond
Tijdens de latere regeringsperiode van de tweede keizer van de Sui-dynastie, Keizer Yang (regeerde 604-618), begon de macht van de dynastie te tanen. Dit kwam door de immense materiële en menselijke offers die geleverd moesten worden in de oorlogen die Yang voerde tegen het Koreaanse koninkrijk Koguryo, die overigens weinig opleverden. Daarbij zorgden ook natuurlijke rampen dat er onrust was in de provincies en de opstapelende militaire mislukkingen tastten de keizer’s prestige en zijn Hemelse Mandaat aan. Keizer Yang bleef echter gefocust op zijn campagnes in Korea, en tegen de tijd dat hij door had dat zijn situatie ernstig was, was het te laat: in 616 verspreidde de rebellie zich over het noorden van het land, en hij trok zich terug naar Jiangdu, waar hij bleef totdat hij vermoord werd door een van zijn generaals in 618.
Het terugtrekken van Yang had als gevolg dat lokale gouverneurs een eigen gebied claimden. Negen voorname mededingers naar de troon streden tegen de Sui en vaak ook met elkaar. Sommigen claimden de titel keizer, anderen waren eropuit zoveel mogelijk macht voor zichzelf te vergaren, zij het onder een wat bescheidenere titel. Een van deze negen krijgsheren was Li Yuan, de gouverneur van Taiyuan in het noordwesten (het huidige Shanxi). Hij was een telg uit een adellijke familie, en met een glansrijke carrière achter de rug, was Li Yuan een logische kandidaat voor de troon. Zijn provincie bezat een aantal zeer nuttige natuurlijke verdedigingen, een zeer gemilitariseerde bevolking en lag in de buurt van de hoofdsteden Luoyang en Chang’an. In de herfst van 617 leidde Li Yuan en zijn zoons, Li Shimin en Li Jiancheng, de troepen naar het zuiden. In een bliksemcampagne versloegen zij de Sui-troepen op 9 november, in de Slag bij Huoyi, toen die de weg naar Chang’an probeerden te blokkeren. Daarop bestormden Li Yuan’s troepen de hoofdstad. Li Yuan had nu een stevige basis voor zijn verdere campagnes, en op 16 juni 618 riep hij zichzelf uit tot de eerste keizer van de Tang-dynastie.
Daarna begon Keizer Gaozu met een reeks campagnes tussen 618-620 om China te herenigen. Zijn zoon Li Shimin, die een getalenteerd commandant bleek, elimineerde al gauw de voorname tegenstanders in het noordwesten van China en verjoeg Liu Wuzhou, die Shanxi ingenomen had. Echter behoorden veel provincies in het noordoosten van China en de huidige provincies Hebei en Henan nog niet tot het Tang-Rijk. In de woorden van H. Wechsler, zou een verovering van deze provincies 'bepalen of de nieuwe dynastie een regionaal regime zou blijven of hij zou slagen in het verenigen van het land onder zijn controle.
Aan het begin van 620 waren er twee andere regimes ontstaan die zich in die regio gevestigd hadden. Henan werd gecontroleerd door Wang Shichong, een voormalige Sui generaal die zichzelf tot eerste keizer van de Zheng-dynastie had verheven, met als hoofdstad Luoyang, nadat hij een andere rebellenleider, Li Mi, bij de slag bij Yanshi verslagen had, waarbij hij diens leger en gebied inpikte. Hebei was in handen van Dou Jiande, leider van een groep bandieten die al in 611 in opstand was gekomen. Vanuit centraal Hebei had hij zijn invloed richting het zuiden en richting de Gele Rivier uitgebreid, en claimde de titel Koning van Xia.

## Li Shimin’s campagne tegen Wang Shichong en Dou Jiande’s tocht naar het westen

Li Shimin als Keizer Tang Taizong (regeerde 626–649)

Na zijn definitieve overwinning op Liu Wuzhou, begon Li Shimin aan een campagne met een leger van 50.000 manschappen tegen Luoyang, in augustus 620. Ze maakten snel vorderingen. In september hadden de Tang de stad omsingeld met een ring van gefortificeerde kampementen, terwijl kleinere regimenten naar het zuiden trokken, waardoor een groot deel van Henan aan de controle van Wang onttrokken werd. De kloosterlingen van het nabijgelegen klooster van Shaolin sloten zich ook bij Li Shimin aan, en versloegen een detachement soldaten van Wang’s leger bij de berg Huanyuan, en namen een neefje van Wang gevangen, Wang Renze. Wang Shichong was nu geïsoleerd van zijn gebied. De Tang sloegen aanvallen van Wang om door de blokkade te breken herhaaldelijk af. De voedselvoorraad en watervoorziening in Luoyang begonnen nu problematisch te worden toen de belegering doorging gedurende de winter en de lente. Tegen maart begon de bevolking tussen de modder te zoeken, in de hoop om voedsel te vinden, of aten cakes van rijst en modder.
Tegen deze tijd realiseerde Wang dat zijn enige hoop op redding een interventie van Dou Jiande was, die hij al om hulp gevraagd had tegen het eind van 620. Dou stond nu voor een dilemma: aan de ene kant zou een verovering van Luoyang door de Tang betekenen dat ze zich daarna op zijn Xia-rijk zouden richten, maar aan de andere kant, als Dou te hulp schoot, zou het verzwakte regime van Wang makkelijk omver te werpen zijn en kon hij Henan bij zijn bezittingen toevoegen. Waarschijnlijk was het om deze reden dat Dou tot april wachtte, toen de situatie voor Wang kritiek begon te worden, voordat hij met zijn leger naar het westen marcheerde om de belegering van Luoyang op te heffen. Dou bracht een gigantisch leger met zich mee, naar verluidt 100.000 man sterk, en vroegere bronnen spreken zelfs over 120.000 man. Hoewel dit waarschijnlijk overdreven is, waren er wel meer van dit soort grote legers geweest in die tijd. Het leger werd ondersteund door een net zo grote bevoorradingscolonne, bestaande uit karren en boten.
Toen het nieuws dat Dou Jiande in aantocht was bekend werd bij de Tang, stelden sommige generaals voor om de belegering op te geven en naar het westen terug te trekken, maar Li Shimin weigerde dat. Hij deelde zijn leger op in tweeën, en liet zijn broer Li Yuan met de ene helft van zijn leger achter bij de belegering. Zelf nam hij de leiding van een leger van zo’n 25.000 man, en leidde hen naar de Hulao bergpas in het oosten, die hij op 22 april bereikte en bezette. De bergpas werd gevormd door een ravijn dat uitgesleten was door de rivier de Sishui. Beide oevers werden begrensd door steile heuvels, waardoor het een gigantische strategische betekenis had voor de Tang, omdat ook de weg van oost naar west langs de Gele Rivier door de bergpas liep. De overeenkomst met het Griekse Thermopylae is treffend.

## Patstelling bij Hulao en Dou’s strategische dilemma
Toen het leger van Dou Jiande aankwam bij de bergpas, trof het een gefortificeerd kampement aan dat stevig onder controle was van de Tang. Dou sloeg zijn kamp op bij Banzhu, een vlakte ten oosten van de pas, en gedurende de weken daarna, marcheerde hij herhaaldelijk naar Hulao om de Tang uit te dagen tot een gevecht. Li Shimin was zeer tevreden met zijn sterke defensieve positie waar vanuit zijn troepen, die in de minderheid waren, de superieure Xia troepen met gemak tegen kon houden. De prins wist dat de tijd met hem was, omdat elke dag dat deze patstelling doorging, het garnizoen van Luoyang dichter bij verhongering kwam, en daarmee overgave. Wanneer Luoyang viel, kon hij zijn leger herenigen en de Xia aanvallen met het volledige Tang-leger.
Er waren nog andere passages door de heuvels van Hulao, maar deze waren kleiner en net zo makkelijk verdedigbaar. Gezien de grootte van het Xia-leger, had Dou geen andere opties dan het volledig omzeilen van de Tang, door ofwel de Gele Rivier over te steken of verder naar het zuiden te marcher, naar de Huanyuan bergpas. Een van Dou’s functionarissen, Ling Jing, stelde een ander strategisch plan voor, namelijk om Li Shimin te ontwijken, de Gele Rivier over te steken en het Tang-rijk zelf aanvallen, in Shanxi. Hierdoor zou het Tang-regime verzwakken, en zou Li Shimin Luoyang moeten opgeven, zonder dat de Xia daarvoor veel troepen verloren hadden. Het plan werd ondersteund door de echtgenoot van Dou, maar werd niet aangenomen door sterke oppositie van de Xia generaals. Naast de algemene geringschatting van militairen richting een suggestie van iemand die beschouwd werd als een 'fauteuil-generaal', werd deze oppositie waarschijnlijk ook veroorzaakt door naar verluidt omkoping van sommige Xia generaals door agenten van Wang Shichong, om te waarborgen dat Dou gefocust bleef op het opheffen van de belegering van Luoyang.
Wat er ook gebeurd is, militair historicus D. Graff acht de logistieke zorgen van Dou als de voorname factor in zijn beslissing om in Banzhu te blijven, aangezien zijn leger volledig afhankelijk was van de Gele Rivier voor de bevoorrading. Daarbij kwam nog dat het Xia leger bestond uit een grote variatie aan manschappen. Verschillende delen van zijn leger waren gerekruteerd uit de legers van de andere rebellenleiders die Dou verslagen had. Omdat hij betwijfelde of ze hem volledig trouw waren, kon Dou zijn leger niet in kleinere detachementen opsplitsen, voor onafhankelijke missies.

## Slag bij Hulao pas

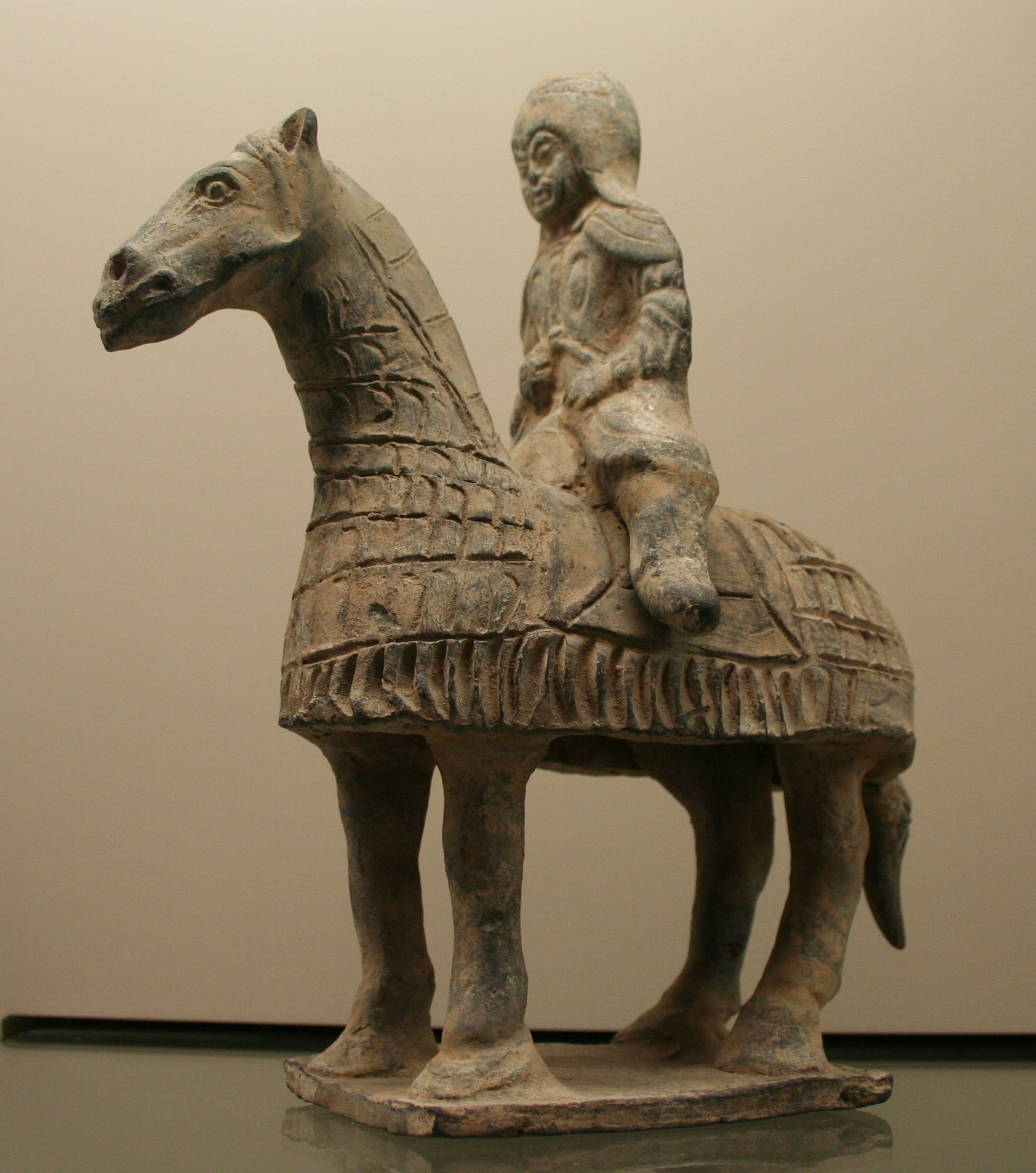
Terracotta beeld van een bepantserde ruiter van de Noordelijke Wei-dynastie (386-534). Cavalerie was schaars in inheemse Chinese legers, en speelde daardoor een beslissende rol in veldslagen. In tegenstelling tot deze afbeelding, waren veel van de ruiters van het Tang leger bepantserd, maar hun paarden niet, waardoor zij veel mobieler waren.

Nadat een maand voorbijgegaan was, besloot Li Shimin om een confrontatie te forceren. Waarom hij dit deed is onbekend, maar D. Graff vermoedt dat Li Shimin dacht dat het moraal van de troepen van Dou Jiande nu wel laag genoeg was, en hij wilde niet dat het Xia-leger zich veilig kon terugtrekken naar Hebei na de val van Luoyang, of misschien dat hij gefrustreerd was door het voortdurende verzet van Luoyang. Tegelijkertijd was Li Shimin vastbesloten om deze buitenkans te benutten door een beslissende overwinning te behalen op Dou, waardoor zijn domein snel bij het Tang-rijk ingelijfd kon worden.
Om zijn vijand ertoe te bewegen op te rukken, stuurde Li Shimin zijn cavalerie om de aanvoerlijnen van Dou te plunderen, en situeerde zijn leger in Hulao zodanig dat het leek alsof er maar een klein leger aanwezig was. Dou trapte in deze list en op 28 mei leidde hij een groot deel van zijn leger tegen Hulao, waarbij hij zijn troepen aan de oostoever van de rivier de Sishui opstelde. Maar de Tang kwamen hen niet tegemoet om te strijden, maar hielden zich aan het plan en bleven in hun versterkte positie. Toen het Xia-leger er genoeg van had, begon het aan zijn terugtocht. Volgens D. Graff, vielen de Tang toen het nu wanordelijke en gedemoraliseerde Xia leger aan. Dit was in overeenstemming met de strijdtactiek die Li Shimin al eerder toegepast had in zijn strijd tegen Xue Rengao en Liu Wuzhou: eerst liet Li Shimin de vijand oprukken, waardoor hun aanvoerlijnen uitgestrekt werden, en koos een passende, zeer goed verdedigbare positie waar hij ze kon confronteren. Hij vermeed directe confrontatie, en lanceerde in plaats daarvan kleinere campagnes om de aanvoerlijnen van zijn tegenstander te plunderen, en wachtte ofwel op tekenen van zwakte of het begin van een terugtocht. Daarna begon hij een totale aanval op het vijandige leger, met als doel snel de slag te winnen, vaak na een beslissende cavaleriecharge.
Li Shimin’s plan werkte; ondanks enkele schermutselingen tussen de cavalerie van beide legers, bleef de patstelling ongewijzigd van 08:00 tot het middaguur, toen de Xia-troepen tekenen van dorst en vermoeidheid begonnen te vertonen. Li Shimin zag dit en stuurde een cavalerieregiment van 300 man in een charge. Toen hij zag dat het gedemoraliseerde Xia-leger zijn cavalerie terug begon te slaan, stuurde hij meer cavalerie om de oprukkende linkerflank van de Xia richting het zuiden te keren. Dou beval een algehele terugtocht naar de beter verdedigbare oostelijke helling van de Sishui vallei, maar daardoor ontstond een grote verwarring in de Xia-linies, waardoor hun slaglinie onderbroken werd. Li Shimin, die gewacht had op deze kans, gaf zijn leger het bevel om de terugtrekkende Xia aan te vallen, en hijzelf ging voorop, samen met de overgebleven cavalerie. Li Shimin leidde zijn troepen altijd vanuit de frontlinie, vergezeld door zo’n 1000 elite zwartgeklede, bepantserde ruiters – net zoals veel Chinese militaire leiders deden in die tijd, omdat ze geacht werden persoonlijke moed op het slagveld te tonen om hun mannen een voorbeeld te stellen, in plaats van achter de linies te blijven en vanuit daar de veldslag coördineren.
De slag die daarop volgde was bloederig, maar werd beslist toen Li Shimin met een deel van zijn cavalerie door de Xia linie brak en de oostelijke helling bereikte waar hij banieren plantte, in het volle zich van beide legers. Samen met de flankerende Tang cavalerie zorgde dit ervoor dat het Xia-leger instortte, gevangen tussen de Tang en de oostelijke kliffen. 3.000 soldaten werden gedood, en meer dan 50.000 werden gevangengenomen, waaronder Dou Jiande zelf; nadat hij gewond geraakt was, werd hij onderschept door Tang soldaten toen hij de Gele Rivier probeerde over te steken.

## Nasleep
De overwinning van de Tang bij Hulao was ook meteen het einde van Luoyang: beroofd van zijn laatste hoop, zag Wang geen andere optie dan overgave, en dat deed hij ook op 4 juni, toen Li Shimin de gevangengenomen Dou Jiande en zijn generaals voor de muren van de stad presenteerde. Anders dan de gewoonlijke mildheid waarmee de Tang hun verslagen rivalen behandelden, werden Dou Jiande en Wang Shichong spoedig uit de weg geruimd: Dou werd naar Chang’an gezonden, waar hij geëxecuteerd werd, terwijl Wang verbannen werd, maar onderweg naar zijn toekomstige verblijf vermoord werd. Dou’s echtgenote en enkele beambten wisten Hebei te bereiken. Sommigen wilden dat Dou's geadopteerde zoon de strijd tegen de Tang voortzette, maar de meeste beambten waren ervan overtuigd door de overwinning van de Tang dat zij het Hemelse Mandaat, het goddelijke recht om te regeren, hadden. Op 10 juni gaven de Xia zich over, en daarop gaven Dou’s bondgenoten Xu Yuanlang en Wang Shichong’s broer Shibian zich ook over in de dagen daarop. Door de overwinning bij Hulao elimineerden de Tang hun twee voornaamste rivalen, konden ze het noordoosten van China met de waardevolle vlaktes inlijven bij hun rijk, en verzekerden ze zich daarmee van een stevige machtspositie in hun strijd tegen de overgebleven rivalen.
De Tang hadden hun controle nog niet over heel China verspreid, en herhaaldelijk braken er opstanden uit. De voornaamste opstand ontstond tegen het einde van 621, toen voormalige Xia ambtenaren in Hebei in opstand kwamen in reactie op de executie van Dou Jiande, geleid door Liu Heita, een voormalige cavalerie commandant. Ondanks dat was de uitkomst van de burgeroorlog al beslist bij Hulao, and de overgebleven rebellenleiders werden daarna een voor een verslagen. Liang Shidu, de laatste krijgsheer, werd in 628 verslagen, waarmee de Tang de burgeroorlog beëindigden en hun macht in China consolideerden.
Tegen het einde van 629 liet Li Shimin, die nu regeerde als Keizer Taizong, overal Boeddhistische kloosters stichten op de zeven plaatsen waar hij gevochten had in de burgeroorlog.